# Сан Кашано ин Вал ди Пеза
Сан Кашано ин Вал ди Пеза (итал. San Casciano in Val di Pesa) је насеље у Италији у округу Фиренца, региону Тоскана.
Према процени из 2011. у насељу је живело 6216 становника. Насеље се налази на надморској висини од 299 м.

## Становништво
Према резултатима пописа становништва 2011. у општини је живело 16.883 становника.
| 1936.  | 1951.  | 1961.  | 1971.  | 1981.  | 1991.  | 2001.  | 2011.  |
| ------ | ------ | ------ | ------ | ------ | ------ | ------ | ------ |
| 14.216 | 14.010 | 14.240 | 14.522 | 15.318 | 16.012 | 16.615 | 16.883 |

## Партнерски градови
- Морган Хил
- Nieuwerkerken
- Mahbes